# 金恩済
金 恩済（金恩濟、キム・ウンジェ、김은제）は、中華民国空軍の軍人。別名は金殷濟。

## 生涯
中央陸軍軍官学校第6期騎兵科に入学。学生第1総隊騎兵隊騎兵第2連配属。1929年5月、卒業。1931年3月、中央航空学校第1期偵察員訓練班卒業。中央航空隊に服務。周至柔の電報によれば、1934年8月の時点で同じ朝鮮出身の崔滄石、張聖哲、金震一らと中央航空学校に在任していた。1935年9月7日、空軍中尉。後に空軍第6大隊第3隊中尉隊員。1936年10月、飛行中に乗機の故障により墜落して死亡。